# Konrad Szweda
Konrad Szweda (ur. 31 grudnia 1912 w Rybnickiej Kuźni, obecnie dzielnica Rybnika, zm. 28 lipca 1988 w Łaziskach Górnych) – ksiądz rzymskokatolicki, proboszcz parafii św. Floriana, publicysta, więzień obozów koncentracyjnych.

## Życiorys
Urodził się 31 grudnia 1912 w Rybnickiej Kuźni, obecnie dzielnica Rybnika, w wielodzietnej rodzinie murarza. W 1926 roku, po ukończeniu szkoły powszechnej, podjął naukę w Państwowym Gimnazjum Klasycznym w Rybniku.
W 1934 roku uzyskał świadectwo dojrzałości oraz wstąpił do Śląskiego Seminarium Duchownego w Krakowie. Pięć lat później ukończył studia oraz obronił tytuł magisterski.
W czerwcu 1939 przyjął święcenia kapłańskie, skierowany na zastępstwo do swej rodzinnej parafii w Rybniku, następnie jako wikariusz do parafii pw. św. Józefa w Świętochłowicach-Zgodzie. W lutym 1940 roku aresztowany na krótko za prowadzenie wykładów dla młodzieży w języku polskim.
18 grudnia 1940 aresztowany za przynależność do polskiej organizacji konspiracyjnej, osadzony w obozie koncentracyjnym w Auschwitz (nr 7669). W trakcie pobytu w obozie potajemnie sprawował obowiązki duszpasterskie oraz starał się we wszelki możliwy sposób wspierać więźniów. W czerwcu 1942 roku, w grupie 50 duchownych przetransportowany do obozu koncentracyjnego w Dachau. Przebywał tam aż do wyzwolenia obozu w kwietniu 1945 roku.
Po zakończeniu II wojny światowej kapelan obozu deportowanych Polaków w Decise (departament Nièvre, Francja). Prowadził tam także dla osadzonych szkołę, kursy, lekcje śpiewu, teatr oraz bibliotekę.
W połowie marca 1947 roku powrócił do Polski, na początku kwietnia skierowany na krótko na zastępstwo do parafii pw. św. Apostołów Piotra i Pawła w Świętochłowicach. Po niespełna miesiącu mianowany wikariuszem w parafii pw. św. Marii Magdaleny w Cieszynie.
Szykanowany przez PRL-owskich funkcjonariuszy Urzędu Bezpieczeństwa, wzywany na przesłuchania, oskarżany o wrogi stosunek do państwa, odsuwany od nauczania młodzieży. Na początku października 1950 roku przeniósł się do Piekar Śląskich, gdzie objął obowiązki wikariusza oraz duszpasterza pielgrzymujących do tamtejszego sanktuarium. Pod koniec grudnia 1953 roku wikariusz ekspozyt kościoła filialnego oraz organizator przyszłej parafii w Chudowie.
W styczniu 1957 roku, po powrocie z wygnania biskupów katowickich, skierowany do tworzonej parafii pw. św. Floriana w Chorzowie, w połowie kwietnia mianowany jej proboszczem. Dokończył wstrzymaną przez władze budowę kościoła parafialnego oraz wybudował plebanię. We wrześniu 1960 aresztowany pod zarzutem "udzielania korzyści materialnych", zwolniony z aresztu dopiero w styczniu 1961 roku, po kilku interwencjach biskupa ordynariusza katowickiego. Po kilkutygodniowym procesie skazany na osiem miesięcy więzienia w zawieszeniu.
Od września 1960 diecezjalny przewodnik akcji "Różańca Rodzinnego" oraz walki z pijaństwem. Od 1963 roku dyrektor Papieskiej Unii Misyjnej Duchowieństwa, od 1966 roku w składzie Diecezjalnej Rady Duszpasterskiej. Od 1968 roku przez kolejne siedemnaście lat, diecezjalny dyrektor Papieskich Dzieł Misyjnych. Uczestnik I Synodu Diecezji Katowickiej, w listopadzie 1962 roku podniesiony do godności prałata.
Z początkiem 1980 roku, ze względu na zły stan zdrowia przeszedł na emeryturę. Wkrótce jednak objął na własną prośbę parafię pw. Matki Bożej Różańcowej w Łaziskach Górnych, gdzie odnowił kościół parafialny oraz wybudował dom katechetyczny. W maju 1988 przeszedł ostatecznie na emeryturę.
Ze względu na swe doświadczenia w hitlerowskich obozach koncentracyjnych, współpracował z Państwowym Muzeum w Oświęcimiu. Wielokrotnie podnosił w swych publicznych wystąpieniach, także w kazaniach, kwestie związane z martyrologią Polaków. Był świadkiem w procesach beatyfikacyjnych o. Maksymiliana Kolbe, bpa Michała Kozala oraz ks. Stefana Frelichowskiego.
Opublikował 236 artykułów w prasie katolickiej, m.in. "Gościu Niedzielnym", "Homo Dei", "Przewodniku Katolickim", "Rycerzu Niepokalanej" oraz "Wiadomościach Diecezjalnych", a także w innych wydawnictwach. Większość publikacji dotyczyła doświadczeń z okresu pobytu w obozach koncentracyjnych.
Zmarł 28 lipca 1988 roku w Łaziskach Górnych, pochowany na miejscowym cmentarzu parafialnym.